# Psychobilly
Psychobilly er en musikgenre, der er en blanding af rockabilly og punk/rock.